# Săndulești
Săndulești là một xã thuộc hạt Cluj, România. Dân số thời điểm năm 2002 là 1883 người.